# Ulf-G. Meißner
Ulf-Gerrit Meißner (* 20. Oktober 1957 in Celle) ist ein deutscher theoretischer Kernphysiker.
Meißner studierte ab 1976 Physik an der Ruhr-Universität Bochum mit dem Diplom in Kernphysik 1982 und war danach an der State University of New York at Stony Brook (SUNY), wo er 1984 bei Gerald E. Brown promoviert wurde (Application of the Skyrme model in the description of nuclear phenomena). Außerdem war er ein Jahr am Niels-Bohr-Institut in Kopenhagen (1983/84). Als Post-Doktorand war er an der Universität Bern, in der Theorie-Abteilung des CERN (1985) und ab 1985 an der Universität Regensburg, an der er sich 1988 bei Wolfram Weise habilitierte (Low energy hadron physics from effective chiral lagrangians with vector mesons). 1987 bis 1989 war er am Center for Theoretical Physics des Massachusetts Institute of Technology und 1989 bis 1993 an der Universität Bern und 1993/94 in Straßburg und Mainz. 1994 war er Lehrstuhlvertreter in Bonn, wo er 1996 Professor wurde. Außerdem war er Abteilungsleiter am Institut für Kernphysik des Forschungszentrums Jülich, wo er ab 2003 einer der Direktoren war (ab 2010 am Institute for Advanced Simulations). Ab 2003 hatte er den Lehrstuhl für theoretische Kernphysik am  Helmholtz-Institut für Strahlen- und Kernphysik der Universität Bonn, wo er auch die Theorie-Abteilung leitete.
Er befasst sich mit effektiven chiralen Feldtheorien in der Kernphysik und Physik der Hadronen, zum Beispiel Skyrme-Modell (siehe Skyrmion), Bag-Modelle, Nambu-Jona-Lasinio-Modell (nach Yoichiro Nambu, Giovanni Jona-Lasinio). Insbesondere in der Kernphysik ist die Beschreibung durch die zugrundeliegende Quantenchromodynamik aufgrund deren Nichtlinearität nicht möglich und man ging in den 1980er Jahren dazu über die mikroskopischen Wechselwirkungen (über Pionen- und Rho-Mesonen) durch chirale Feldtheorien zu beschreiben, wobei Meißner eine führende Rolle spielte. Meißner untersuchte solche Theorien auch auf dem Gitter mit Supercomputern. Durch die Chiralen effektiven Feldtheorien gelang eine gemeinsame Beschreibung der Eigenschaften sowohl von Kernen als auch von einzelnen Hadronen, und er untersuchte auch exotische Hadronen wie Tetraquarks oder Dibaryonen und hadronische Moleküle, Paritätsverletzung in Kernen sowie den in der Astrophysik wichtigen Hoyle-Zustand von Kohlenstoff 12. Von ihm stammen über 500 wissenschaftliche Veröffentlichungen (2016). In Jülich forschte er am Kühlersynchrotron COSY.
2009 wurde er Fellow der American Physical Society (APS). 2016 erhielt er den Lise-Meitner-Preis. Seit 2010 ist er Mitglied der Academia Europaea.

## Schriften
Als Auswahl überwiegend von Übersichtsartikeln:
- mit I. Zahed: Skyrmions in nuclear physics, Adv. in Nucl. Phys., Band 17, 1986, S. 143
- Low Energy Hadron Physics from Effective Chiral Lagrangians with Vector Mesons, Phys. Reports, Band 161, 1988, S. 213
- mit Véronique Bernard: The Nambu–Jona-Lasinio Model: Applications and Limitations of Strong Coupling Theory, Comments on Nucl. Part. Phys., Band 19, 1989, S. 67
- Chiral Dynamics - where are the scalars ?, Comm. Nucl. Part. Phys., Band 20, 1991, S. 119
- Applications of effective field theory methods in nuclear and particle physics, Prog. Part. Nucl. Phys., Band 44, 2000, S. 223
- Unification of the physics of nucleons and nuclei, IUPAP Conf. Few Body Probl., Durham 2003, Arxiv
- Modern theory of nuclear forces, INPC Göteborg 2004, Arxiv
- mit V. Bernard: Chiral perturbation theory, Ann. Rev. Nucl. Part. Sci., Band 57, 2007, S. 33–60, Arxiv
- mit E. Epelbaum, H.-W. Hammer:  Modern theory of nuclear forces, Rev. Mod. Phys., Band 81, 2009, S. 1773–1825
- mit E. Epelbaum: Chiral dynamics of few- and many-nucleon systems, Ann. Rev. Nucl. Part. Phys., Band 62, 2012, S. 159–185, Arxiv
- The long and winding road from chiral effective Lagrangians to nuclear structure, Physica Scripta, Preprint 2015, Arxiv
- Nuclear lattice simulations: Status and perspectives, INPC 2013 Florenz, Arxiv